# Paleta dos Caçadores
Paleta dos Caçadores é uma paleta em lamito do Egito, esculpida em baixo relevo, datada de Nacada III (3200–3000 a.C.). Nela, soldados aparecem caçando animais selvagens, sobretudo leões. Alguns autores veem os leões, ou pelo menos o leão junto a seu filhote, como um faraó zoomorfizado. Se quebrou e está dividida em três partes, duas delas abrigadas no Museu Britânico e outra no Louvre. Ao todo, mede 42 centímetros de largura, 25,8 de comprimento e 2,4 de profundidade.